# Karol Bergtal
Karol Bergtal (ur. 29 grudnia 1907 w Warszawie, zm. 3 sierpnia 1979 tamże) – polski piłkarz grający na pozycji pomocnika, trener, selekcjoner reprezentacji Polski, sędzia i działacz piłkarski.

## Kariera piłkarska
Karol Bergtal jako zawodnik reprezentował barwy Warszawianki, dla której w sezonie 1930 rozegrał swoje jedyne 2 mecze w ekstraklasie: 18 maja 1930 roku w przegranym 7:0 meczu wyjazdowym z ŁKS Łódź  oraz 22 czerwca 1930 roku w przegranym 2:4 meczu u siebie z ŁTSG Łódź.

## Po zakończeniu kariery

### Sędzia
Karol Bergtal po zakończeniu kariery piłkarskiej został sędzią piłkarskim. W latach 1936–1948 sędziował mecze ekstraklasy.

### Selekcjoner reprezentacji Polski
Karol Bergtal wraz z Czesławem Krugiem i Andrzejem Przeworskim w 1947 roku jako kapitan związkowy prowadził reprezentację Polski w czterech meczach towarzyskich: 14 września w Solnie z reprezentacją Szwecji (4:5), 17 września na Stadionie Olimpijskim w Helsinkach z reprezentacją Finlandii (4:1), 19 października w Belgradzie z reprezentacją Jugosławii (0:7) oraz 26 października na Stadionie Giulești-Valentin Stănescu w Bukareszcie z reprezentacją Rumunii (0:0).

### Działacz
Karol Bergtal był działaczem Warszawianki oraz w PZPN (był wiceprezesem). W 1973 roku został członkiem honorowym PZPN.

## Śmierć
Karol Bergtal zmarł 3 sierpnia 1979 roku w Warszawie, gdzie również został pochowany na cmentarzu ewangelicko-augsburskim, w którym spoczywa wraz ze swoją żoną Marią (30.05.1909–16.10.1983).